# Kolegium Nauk Humanistycznych Uniwersytetu Rzeszowskiego
Kolegium Nauk Humanistycznych Uniwersytetu Rzeszowskiego – jedna z czterech historycznych jednostek dziedzinowych Uniwersytetu Rzeszowskiego. Kolegium Nauk Humanistycznych zostało powołane Uchwałą Senatu Uniwersytetu Rzeszowskiego z dnia 4 kwietnia 2019 roku. Kolegium powstało z połączenia Wydziału Filologicznego, Wydziału Sztuki, Wydziału Muzyki oraz trzech z pięciu dotychczasowych Instytutów Wydziału Socjologiczno-Historycznego. Kolegium zostało zlikwidowane 31 grudnia 2024 roku, wskutek zmian organizacyjnych uczelni.

## Kierunki kształcenia
Dostępne kierunki:
- Archeologia
- Muzeologia
- Filozofia
- Komunikacja międzykulturowa
- Historia
- Kulturoznawstwo
- Turystyka historyczna i kulturowa
- Edukacja artystyczna w zakresie sztuki muzycznej
- Instrumentalistyka
- Jazz i muzyka rozrywkowa
- Filologia angielska
- Filologia germańska
- Filologia rosyjska
- Lingwistyka stosowana
- Dziennikarstwo i komunikacja społeczna
- Filologia polska
- Polonistyka stosowana
- Grafika
- Sztuki wizualne

## Struktura organizacyjna

### Instytut Archeologii
Dyrektor: dr hab. Katarzyna Trybała-Zawiślak
- Katedra Archeologii Pradziejowej
- Katedra Archeologii Średniowiecza i Nowożytności

### Instytut Filozofii
Dyrektor: dr hab. Krzysztof Bochenek
- Zakład Historii Filozofii
- Zakład Filozofii Społecznej i Filozofii Kultury
- Zakład Filozofii Człowieka
- Zakład Filozofii Współczesnej
- Zakład Etyki

### Instytut Historii
Dyrektor: dr hab. Jan Pisuliński
- Zakład Historii Nowożytnej i Dziejów Kościoła
- Zakład Historii XIX wieku
- Zakład Historii Najnowszej
- Zakład Historii i Kultury Żydów
- Zakład Historii Gospodarczej i Społecznej
- Zakład Edukacji i Kultury Historycznej
- Zakład Historii Historiografii i Metodologii Historii
- Zakład Kartografii i Turystyki Historycznej
- Zakład Kulturoznawstwa
- Pracownia Historii Starożytnej i Orientalistyki
- Pracownia Historii Średniowiecznej i Nordystyki Starszej
- Pracownia Archiwistyki i Nauk Pomocniczych Historii
- Pracownia Historii Wojskowej

### Instytut Muzyki
Dyrektor: dr hab. Małgorzata Zarębińska
- Zakład Przedmiotów Teoretycznych
- Zakład Chóralistyki i Muzyki Religijnej
- Zakład Instrumentalistyki
- Zakład Gry Fortepianowej
- Zakład Metodyki Nauczania Muzyki
- Zakład Muzyki Rozrywkowej

### Instytut Neofilologii
Dyrektor: dr hab. Agnieszka Uberman
- Katedra Anglistyki
- Katedra Germanistyki
- Katedra Lingwistyki Stosowanej
- Katedra Rusycystyki

### Instytut Polonistyki i Dziennikarstwa
Dyrektor: dr hab. Arkadiusz Luboń
- Zakład Literatury Staropolskiej i Polskiego Oświecenia
- Zakład Literatury i Kultury XIX Wieku oraz Badań Mitoznawczych
- Zakład Literatury Polskiej XX i XXI Wieku
- Zakład Badań nad Literaturą i Edukacją Polonistyczną
- Zakład Teorii i Antropologii Literatury
- Zakład Kultury Mediów
- Zakład Lingwistyki Kulturowej i Komunikacji Społecznej
- Zakład Pragmatyki Komunikacyjnej
- Zakład Onomastyki

### Instytut Sztuk Pięknych
Dyrektor: dr hab. Łukasz Cywicki
- Zakład Malarstwa
- Zakład Grafiki Warsztatowej i Teorii Sztuki
- Zakład Grafiki Projektowej i Multimediów
- Zakład Rysunku i Kształtowania Przestrzeni

### Pozostałe jednostki
- Centrum Dokumentacji Współczesnej Sztuki Sakralnej
- Centrum Polonijne
- Uniwersytecka Składnica Materiałów Archeologicznych
- Biblioteka Austriacka
- Ośrodek Badawczo-Dydaktyczny i Transferu Wiedzy Tekst – Dyskurs – Komunikacja

## Władze Kolegium
Od 1 września do 31 grudnia 2024:
| Stanowisko                                                      | Imię i nazwisko                |
| --------------------------------------------------------------- | ------------------------------ |
| Prorektor ds. Kolegium Nauk Humanistycznych                     | prof. dr hab. Janusz Pasterski |
| Pełnomocnik Prorektora ds. Organizacji i Współpracy z Zagranicą | dr Joachim Popek               |

### Władze Dziekańskie
Od 1 września do 31 grudnia 2024:
| Stanowisko | Imię i nazwisko          |
| ---------- | ------------------------ |
| Dziekan    | dr hab. Agnieszka Myszka |
| Prodziekan | dr hab. Beata Guzowska   |
| Prodziekan | dr hab. Krzysztof Nycz   |
| Prodziekan | dr Anna Steliga          |

## Poczet prorektorów
1. prof. dr hab. Paweł Grata (2019–2024)
2. prof. dr hab. Janusz Pasterski (2024)